# La Renzoni
La Renzoni, ook uitgebracht als Voor Eer en Deugd en Haar Vader, is een Nederlandse stomme film uit 1916 onder regie van Maurits Binger. De film is gebaseerd op het gelijknamige boek van Melati van Java. Er wordt vermoed dat de film verloren is gegaan.

## Verhaal
Alda is een jongedame die getrouwd is en twee kinderen heeft. Ze laat haar leven als huisvrouw achter om zangeres te worden. Ze krijgt een baan als zangeres en wordt bekend onder het pseudoniem La Renzoni. Samen met haar vader treedt ze verscheidene keren op. Haar jaloerse echtgenoot is ervan overtuigd dat hij haar minnaar is en schiet zijn eigen schoonvader dood. Alda heeft spijt van de beslissingen die ze de laatste tijd heeft genomen en geeft haar carrière op om terug naar huis te gaan. Het blijkt echter al te laat; net zoals haar moeder sterft ze aan tering.

## Rolbezetting
| Acteur              | Personage               |
| ------------------- | ----------------------- |
| Annie Bos           | Alda 'La Renzoni'       |
| Willem van der Veer | Alda's man              |
| Paula de Waart      | Mevrouw Van Ingen       |
| Jan van Dommelen    | Henri de Jager          |
| Nico de Jong        | Prins                   |
| Lola Cornero        |                         |
| Renee Spiljar       | Een van Alda's kinderen |
| Ernst Winar         |                         |
| Jack Hamel          |                         |